# Benno Romeis
Benno Romeis (* 3. April 1888 in München; † 30. November 1971 ebenda) war ein deutscher Anatom und Histologe, der ab 1923 als außerordentlicher sowie von 1944 bis 1956 als ordentlicher Professor an der Universität München wirkte. Er fungierte rund vier Jahrzehnte lang als Herausgeber eines seit 1890 veröffentlichten Standardlehrbuches über mikroskopische Technik, das über seinen Tod hinaus bis in die Gegenwart unter seinem Namen erscheint.

## Leben
Benno Romeis wurde 1888 als Sohn des Architekten Leonhard Romeis in München geboren. Er erwarb das Abitur am Humanistischen Gymnasium in seiner Heimatstadt und studierte anschließend von 1906 bis 1911 Medizin an der Universität München. Neben seinem Studium arbeitete er während dieser Zeit in einer chirurgischen Privatpraxis und ab 1909 als Hilfsassistent am Histologisch-Embryologischen Institut der Universität, an der er 1911 auch promoviert und, nachdem er als Assistent weiterhin am Histologisch-Embryologischen Institut tätig war, fünf Jahre später im Fach Anatomie habilitiert wurde. 1923 wurde er außerordentlicher Professor für Anatomie, Histologie und Entwicklungslehre an der Universität München sowie Leiter der Abteilung für experimentelle Biologie der Anatomischen Anstalt in München.
Ab 1944 war er dort ordentlicher Professor für Anatomie beziehungsweise ab 1947 für Histologie und Embryologie sowie ab 1954 Direktor der Anatomischen Anstalt und des Instituts für Histologie und experimentelle Biologie der Universität. Nach dem Ende des Zweiten Weltkrieges zählte er zu den wenigen Hochschullehrern, die an der medizinischen Fakultät der Münchner Universität ohne Verzögerung als unbelastet weiterbeschäftigt werden konnten. Er ging 1956 in den Ruhestand und starb 1971 in seiner Heimatstadt. Sein Grab befindet sich im nordwestlichen Teil des Bogenhausener Friedhofs der katholischen Kirche St. Georg in München.

## Wissenschaftliches Wirken
Schwerpunkte der wissenschaftlichen Arbeit von Benno Romeis waren die histologische Untersuchung endokriner Organe und die Alterung von biologischen Geweben. Von 1919 bis 1968 war er langjähriger Herausgeber und Mitautor des 1890 erstmals erschienenen „Taschenbuchs der mikroskopischen Technik“, das seit 1948 unter dem Titel „Mikroskopische Technik“ veröffentlicht wird und über seinen Tod hinaus unter seinem Namen als Standardwerk der Mikroskopie und der Histologie etabliert ist.
Darüber hinaus fungierte er von 1925 bis 1967 als Herausgeber der entwicklungsbiologischen Fachzeitschrift „Wilhelm Roux' Archiv für Entwicklungsmechanik der Organismen“. In den Jahren 1955/1956 amtierte er als Präsident der Anatomischen Gesellschaft.

## Auszeichnungen
Benno Romeis war ab 1926 Mitglied der Deutschen Akademie der Naturforscher Leopoldina und ab 1942 ordentliches Mitglied der Bayerischen Akademie der Wissenschaften. Er erhielt außerdem 1963 den Bayerischen Verdienstorden.

## Werke (Auswahl)
- Benno Romeis: Taschenbuch der mikroskopischen Technik. Achte bis 14. Auflage, München 1919 bis 1943
- Benno Romeis: Mikroskopische Technik. 15. und 16. Auflage, Verlag R. Oldenbourg, München – Wien 1948 und 1968